# Пожарный мотоцикл
Пожарный мотоцикл — мотоцикл, специально оборудованный для тушения пожаров. Пожарные мотоциклы были широко распространены в первой половине XX века.
Идея использовать мотоцикл как оперативное средство борьбы с пожарами появилась практически сразу с появлением мототехники. Изначально мотоциклы использовались для доставки пожарных наряду́ с автомобилями и конными повозками. По мере роста мощности и грузоподъемности мотоциклов появилась возможность перевозить на них и средства тушения пожаров. Сначала это были кустарно созданные конструкции, позже ряд мотоциклетных фирм освоили производство пожарных спецмотоциклов серийно. Среди них были такие именитые фирмы, как Ducati и BMW.  
В 1920 - 1930-х годах в различных странах получили распространение тяжелые пожарные мотоциклы с коляской, оснащенные пожарным насосом. Такую конструкцию имел, например, советский пожарный мотоцикл Л-600. Двухцилиндровый двигатель принудительного воздушного охлаждения использовался как для движения мотоцикла, так и для привода пожарного насоса. В коляске был установлен насос и перевозился комплект пожарных рукавов и другого инвентаря. Экипаж мотоцикла состоял их двух человек. Прибыв к месту пожара, мотоцикл ставили около водоема или гидранта и с помощью насоса подавали воду по рукавам длиной до 60 метров с производительностью до 700 литров в минуту. Глубина всасывания составляла до 5 метров. Пожарными мотоциклами Л-600 оснащались как городские, так и сельские пожарные части. 
По мере развития пожарных автомобилей потребность в пожарных мотоциклах стала отпадать, а их выпуск сокращаться или прекращаться вовсе. Выпуск советского Л-600 был прекращен вскоре после начала Великой Отечественной войны. В Европе пожарные мотоциклы выпускались до 1960-х годов. В 1990-х годах Ижевский и Ирбитский мотозаводы пытались наладить выпуск пожарных мотоциклов, однако они оказались невостребованными ни государственной противопожарной службой, ни пожарными подразделениями организаций. 
С развитием с середины 1990-х годов квадроциклов на их базе стали изготавливаться и пожарные машины. Такая техника широко применяется, например, в лесопожарных службах США и Канады, где успешно используется для тушения низовых пожаров в труднопроходимых местах. На квадроцикле устанавливается небольшой бак для воды объёмом 50-150 литров, небольшой насос высокого давления. Примечательно, что, используя эти же квадроциклы, лесные пожарные не только тушат, но и поджигают лес, выполняя контролируемые отжиги сухой растительности или создавая встречный пал. В России пожарные квадроциклы канадского производства используют лесные пожарные в Алтайском крае.